# Toxorhynchites yamadai
Toxorhynchites yamadai är en tvåvingeart som först beskrevs av Ouchi 1939.  Toxorhynchites yamadai ingår i släktet Toxorhynchites och familjen stickmyggor. Inga underarter finns listade i Catalogue of Life.